# Tackphp
Tachphpは、日本国産のPHPフレームワーク。上原達也（略称：tack）により開発され、githubからソースファイルを入手することが可能。
個人で開発するような小規模アプリケーション開発フレームワークとして利用想定されており、フレームワークに見られがちなコーディングルールが排除され、ほぼ自由なルールで開発が可能。それでいて、一般的なフレームワークにあるようなMVCの概念にはしっかりと則っているため、フレームワークをこれから勉強しよう、使い始めようといった初心者ユーザーにとって取っ付きやすい入門フレームワークといえる。
先に述べたように主な特徴として、他のフレームワークと比べてルールが少ないため、覚えやすい、習得しやすいというメリットがある反面、開発の自由度が高すぎるため、大規模なチーム開発においては事前に細かなルールを設定しておくなどしておかないと、互いの作ったコードがうまく噛み合ないといった問題が発生しやすいといったデメリットもある。
PHP の動的な Web ページに向けた設計により、CakePHP、PRADO、Qcodo、Symfony、Zoop Framework、eZ publish Web 出版フレームワーク、Zend Framework 、tackphpなどのフレームワークが支持を得ている。